# Pseudocapillaria
Genre
Pseudocapillaria est un genre de nématodes de la famille des Capillariidae.

## Description
Le stichosome est constitué d'une unique rangée de stichocytes. Chez le mâle, l'extrémité postérieure est arrondie, dépourvue de palettes caudales contrairement à d'autres Capillariidae, mais munie de deux gros lobes sphériques situés en arrière de l'ouverture cloacale. Le spicule n'est pas parcouru de rainures transversales rugueuses, et sa gaine n'est pas épineuse. L'appendice vulvaire de la femelle est absent ou présent.

## Hôtes
Les espèces de ce genre parasitent le tube digestif, rarement la vésicule biliaire, de poissons, d'amphibiens, de reptiles, d'oiseaux et de mammifères.

## Taxinomie
Le genre est décrit en 1959 par João Ferreira Teixeira de Freitas.
La liste d'espèces fournie ci-après est élaborée sur la base des espèces reconnues par le parasitologiste tchèque František Moravec en 1982 dans sa révision des Capillariidae et dans son ouvrage de 2001 sur les nématodes de la super-famille des Trichinelloidea parasitant les animaux à sang froid, avec quelques ajouts d'espèces publiées après ces révisions. Elles sont réparties dans les quatre sous-genres reconnus par Moravec (2001).
Pseudocapillaria (Discocapillaria) De & Maity, 1996
- Pseudocapillaria margolisi De & Maity, 1996[7]

Pseudocapillaria (Ichthyocapillaria) Moravec, 1982
- Pseudocapillaria adriatica (Nikolaeva & Naidenova, 1964)[3],[8]
- Pseudocapillaria bumpi Svitin, Bullard, Dutton, Netherlands, Syrota, Verneau & du Preez, 2021 [9]
- Pseudocapillaria delamurei (Zablotzkii, 1971)[3]
- Pseudocapillaria freitasi Read, 1949[3]
- Pseudocapillaria maricaensis (de Oliveira-Rodrigues, 1992)[10]
- Pseudocapillaria murinae (Baylis, 1928)[3]
- Pseudocapillaria novaecaledoniensis Moravec & Justine, 2010[5]
- Pseudocapillaria ophisterni Moravec, Salgado-Maldonado & Jimenez-Garcia, 2000[11]
- Pseudocapillaria pearsi Baylis, 1928[3]
- Pseudocapillaria salvelini (Polyansky, 1952)[3],[12]

Pseudocapillaria (Indocapillaria) De & Maity, 1995
- Pseudocapillaria gibsoni De & Maity, 1995[13]

Pseudocapillaria (Pseudocapillaria) Freitas, 1959
- Pseudocapillaria amarali (Freitas & Lent, 1934)[3]
- Pseudocapillaria americana (Read, 1949)[3]
- Pseudocapillaria bainae (Justine & Radujković, 1988)[14],[15]
- Pseudocapillaria carangi (Parukhin, 1971)[3],[16]
- Pseudocapillaria catostomi (Pearse, 1924)[17]
- Pseudocapillaria cesarpintoi (Freitas & Lent, 1934)[3]
- Pseudocapillaria cooperi (Johnston & Mawson, 1945)[3]
- Pseudocapillaria echenei (Parukhin, 1967) Moravec, 1982[3],[5],[18]
- Pseudocapillaria falconis Goeze, 1782[3], placé dans le genre Baruscapillaria par Vlastimil Baruš et Tamara Petrovna Sergejeva en 1990[19]
- Pseudocapillaria gobionima (Lomakin, 1971)[3]
- Pseudocapillaria indica Moravec, Razia-Beevi, Radhakrishnan & Arthur, 1993[20]
- Pseudocapillaria lepidocephali De & Maity, 1994[21]
- Pseudocapillaria magalhaesi (Lent & Freitas, 1937)[22]
- Pseudocapillaria mergi (Madsen, 1945)[3], placé dans le genre Baruscapillaria par Vlastimil Baruš et Tamara Petrovna Sergejeva en 1990[19]
- Pseudocapillaria microspicula (Mamaev, Parukhin & Baeva, 1963)[3],[23]
- Pseudocapillaria moraveci Iglesias,Centeno, García & García-Estévez, 2013[24]
- Pseudocapillaria petiti (Justine & Bain, 1987)[25],[26]
- Pseudocapillaria picorum (Rudolphi, 1819)[3], placé dans le genre Baruscapillaria par Vlastimil Baruš et Tamara Petrovna Sergejeva en 1990[19]
- Pseudocapillaria pusilla (Travassos, 1914)[3]
- Pseudocapillaria sphyraeni (Parukhin, 1971)[3],[27]
- Pseudocapillaria tomentosa (Dujardin, 1843)[28]
- Pseudocapillaria xochimilcensis (Caballero & Caballero, 1945)[3]
- Pseudocapillaria yucatanensis Moravec, Scholz & Vivas-Rodriguez, 1995[29]

sous-genre non-attribué
- Pseudocapillaria decapteri Luo, 2001[5]

Le Biology Catalog de Joel K. Hallan ajoute une espèce au sous-genre Pseudocapillaria (Pseudocapillaria), Pseudocapillaria phoxini (Yu & Wang, 1994), species inquirenda selon Moravec (2001).